# Mykoła Romaniuk
Mykoła Jarosławowycz Romaniuk (ukr. Микола Ярославович Романюк; ur. 24 sierpnia 1958 w Złoczówce, zm. 3 lutego 2017 w Łucku) – ukraiński polityk, przewodniczący Wołyńskiej Obwodowej Administracji Państwowej w latach 2007–2010, mer Łucka w latach 2010–2017.
W 1982 ukończył Politechnikę Lwowską, w 1995 Łucki Instytut Techniczny.
W latach 1983–1993 był działaczem Komsomołu oraz Komunistycznej Partii Związku Radzieckiego. Od lutego 1993 do listopada 2007 był dyrektorem wołyńskiej filii „Prywatbanku”. 10 grudnia 2007 został mianowany przewodniczącym Wołyńskiej Obwodowej Administracji Państwowej, zwolniony ze stanowiska 26 marca 2010. Był deputowanym obwodowym trzech kadencji, należał do partii Nasza Ukraina. 4 listopada 2010 wybrany na stanowisko mera Łucka.